# Paul Haverson
Paul Timothy Haverson (born 19 tháng 2 năm 1959) là một cựu cầu thủ bóng đá người Anh thi đấu ở Football League ở vị trí hậu vệ.